# Fernando Tissone
Fernando Damián Tissone (ur. 24 lipca 1986 w Quilmes) – argentyński piłkarz występujący najczęściej na pozycji ofensywnego pomocnika. Obecnie gra w CD Nacional. Posiada również włoskie obywatelstwo.

## Kariera klubowa
Fernando Tissone jest wychowankiem zespołu CA Independiente, w którym trenował od 2002. Zawodową karierę rozpoczynał w 2004 w Club Atlético Lanús, jednak w jego barwach nie rozegrał ani jednego ligowego meczu.
W 2005 Tissone wyjechał do Włoch, gdzie podpisał kontrakt z Udinese Calcio. 23 kwietnia w wygranym 3:2 wyjazdowym spotkaniu ze Sieną zadebiutował w Serie A, a w sezonie 2004/2005 wystąpił łącznie w dwóch ligowych pojedynkach. Podczas kolejnych rozgrywek argentyński zawodnik wziął już udział w 24 meczach pierwszej ligi, a "Bianconeri" w końcowej tabeli uplasowali się na dziesiątej pozycji. Wówczas w linii pomocy Tissone występował najczęściej u boku takich graczy jak Sulley Muntari, Christian Obodo oraz José Luís Vidigal.
Następnie wychowanek Independiente został sprzedany do Atalanty BC, która nabyła połowę praw do jego karty. W barwach "Nerazzurrich" ligowy debiut zaliczył 10 września 2006 podczas wygranego 3:1 pojedynku z Ascoli. 15 października Tissone strzelił decydującego gola w zwycięskim 3:2 wyjazdowym spotkaniu z US Palermo i było to jego pierwsze trafienie w Serie A. Argentyńczyk pozostał w Bergamo również na sezon 2007/2008, podczas którego również miał zapewnione miejsce w podstawowym składzie. Łącznie przez dwa lata gry dla Atalanty Tissone rozegrał 68 ligowych meczów i zdobył sześć bramek.
Latem 2008 Udinese Calcio za cztery miliony euro odkupiło od Atalanty połowę praw do karty argentyńskiego pomocnika. Tissone wystąpił w czterech wrześniowych pojedynkach Serie A, a kolejny ligowy występ zaliczył dopiero 11 stycznia 2009. 22 lipca 2009 Tissone na zasadzie współwłasności trafił do Sampdorii.
31 sierpnia 2011 piłkarz przeniósł się do klubu RCD Mallorca. Suma transferu wynosiła 4 mln euro.
18 sierpnia 2017 jako wolny agent zasilił skład Karpat Lwów. 16 stycznia 2018 odszedł do Desportivo Aves. Po zaledwie półrocznym pobycie zmienił klub na CD Nacional.

## Kariera reprezentacyjna
Tissone urodził się w Argentynie i może reprezentować barwy tamtejszej reprezentacji. Fernando posiada jednak również włoskie obywatelstwo, a jego dziadek pochodzi z Savony. W wywiadzie dla Guerin Sportivo Tissone powiedział, że jest skłonny grać we włoskiej drużynie narodowej.